# Israel Pellew
Pour les articles homonymes, voir Pellew.
Israel Pellew, né le 25 août 1758 à Douvres et mort le 19 juillet 1832 à Plymouth, est un amiral de la Royal Navy.
Il participe aux guerres de la Révolution française, aux guerres napoléoniennes et à la Seconde guerre barbaresque. À la bataille de Trafalgar, il commande le HMS Conqueror.
Il est le frère d'Edward Pellew.